# Турхановка (село)
Турхановка — село в Бугурусланском районе Оренбургской области. Входит в состав Михайловского сельсовета.

## География
Село находится на берегу реки Турхановка, на расстоянии примерно 12 км (по прямой) к северу от города Бугуруслан, административного центра района.

### Часовой пояс
Село Турхановка, как и вся Оренбургская область, находится в часовой зоне МСК+2. Смещение применяемого времени относительно UTC составляет +5:00.

## История
Деревня Григорьевка основана в 1797 году переселенцами из села Ремезенки Саранского уезда Пензенской губернии.

## Население
| 2010 |
| ---- |
| 138  |

### Национальный состав
Согласно результатам переписи 2002 года, в национальной структуре населения мордва составляла 63 % из 194 чел.

## Известные уроженцы
- Казаев, Иван Абрамович (1913—1991) — советский военнослужащий, старшина, Герой Советского Союза.